# Charantonnay
Charantonnay är en kommun i departementet Isère i regionen Auvergne-Rhône-Alpes i sydöstra Frankrike. Kommunen ligger i kantonen Heyrieux som tillhör arrondissementet Vienne. År 2022 hade Charantonnay 1 993 invånare.

## Befolkningsutveckling
Antalet invånare i kommunen Charantonnay
Referens:INSEE